# 找法网
找法网，直译寻找法律，是一家美国法律网站，隶属于汤森路透，提供在线法律信息和网络营销服务。它于1995年由史黛西·斯特恩（Stacy Stern）、马丁·罗斯切森（Martin Roscheisen）以及提姆·斯坦利（Tim Stanley）创立，并于2001年1月被韦斯特（West）收购。

## 服務內容
FindLaw.com是一个免费的法律信息网站，该域名注册于1995年12月12日，它帮助消费者、小企业主、学生和法律专业人士找到日常法律问题的答案，并在有需要时提供法律咨询。该网站包括判例法（case law）、州和联邦法规、律师名录、法律新闻及分析。
找法网还包括一份免费的法律词典和名为《令狀》（Writ）的杂志，其撰稿人（大多是法律学者）对热点法律问题进行争论、解释和辩论。它通过lawyermarketing.com为法律专业人士和法律界延伸成员（extended members）提供网站开发和互联网广告服务。
2010年，继2009年收购律师推荐服务机构Contact Law之后，找法网推出了英国找法网（FindLaw UK），为英国企业和个人提供法律信息或律师信息。